# نراد منچوری
نراد منچوری (نام علمی: Abies holophylla) نام یک گونه از سرده نراد است.